# 千葉修一
千葉 修一（ちば しゅういち、1973年 - ）は日本のエンジニア、実業家、株式会社waveZ代表取締役CEO、ジャパンメディカルデバイス株式会社取締役CTO。計算機科学、ソフトウェア工学による計算機向けソフトウェア開発の第一人者であり、富士通に所属時代は、スーパーコンピュータ「京」のソフトウェア開発のチームリーダーとして、スーパーコンピュータ「富岳」ではアプリケーション開発基盤の開発責任者として開発に携わっている。

## 略歴
1973年、神戸市出身。神戸市立御影工業高等学校を経て、1992年富士通神戸エンジニアリングに入社し、通信制御プロセッサのソフトウェア開発に従事。
2003年、富士通に入社し基幹オンラインシステム向けトランザクション制御の研究開発に従事した後、スーパーコンピュータ「京」のソフトウェア開発のチームリーダーとしてコンパイラの研究開発に従事。
2007年、フラッグシップ2020プロジェクトに参画、スーパーコンピュータ「富岳」におけるソフトウェアの開発責任者としてプログラミング環境（コンパイラ、ライブラリなど）の開発を主導。
2018年、スーパーコンピュータ「京」で開発したアプリケーションの高速化技術がアーキテクチャの異なる「富岳」でも効果があることを証明した論文 を発表。第17回情報科学技術フォーラム(FIT2018) において、“FIT2018 船井ベストペーパー賞“を受賞。
2021年、父親を循環器疾患で亡くしたことをきっかけに医療分野への参画を決意し、ジャパンメディカルデバイスへ執行役員兼CTOとして入社。心臓シミュレータの技術を活用したデジタル医療機器の実用化／事業化に向けた技術戦略、および技術開発を推進。
文部科学省スーパーコンピュータ「富岳」成果創出加速プログラムの一つである「マルチスケール心臓シミュレータと大規模臨床データの革新的統合による心不全パンデミックの克服」にも主要研究者として参画。
2023年、ジャパンメディカルデバイスの経営体制変更により代表取締役CEO/CTOに就任。
令和5年度「スーパーコンピュータ「富岳」成果創出加速プログラム」に採択された”「富岳」で目指すシミュレーション・AI駆動型次世代医療・創薬”では、協力機関のメンバーとして”インシリコ心疾患データベースの公開と応用”、”遺伝子と臓器を結ぶ究極のマルチスケール心臓シミュレーション”の研究に参画。
2025年、新たなDX分野へ活躍のフィールドを拡大するため、2025年1月に株式会社waveZを設立、代表取締役CEOに就任。

## 業績

### 受賞歴
- 情報科学技術フォーラム FIT2018（2018年9月19日 - 9月21日）船井ベストペーパー賞「省レジスタアーキテクチャ向けソフトウェアパイプライニングの評価」[7]

### 競争的資金
- 文部科学省「富岳」成果創出加速プログラム：”マルチスケール心臓シミュレータと大規模臨床データの革新的統合による心不全パンデミックの克服”[3][14][15]
- 文部科学省「富岳」成果創出加速プログラム：”「富岳」で目指すシミュレーション・AI駆動型次世代医療・創薬”[18]

### 講演

#### （招待講演）
- 『PRIMEHPC FX100の特長と概要』2015年6月19日、理化学研究所 情報システム部「理研シンポジウム ペタスケールシステムHOKUSAI GreatWaveとアプリケーションの研究開発への針路」（会場：理化学研究所 和光事業所 大河内記念ホール）[9]

#### （研究発表・製品発表）
- 『スーパーコンピュータ「富岳」における心臓シミュレータ UT-Heartの高度化』2023年3月7日、文部科学省 スーパーコンピュータ「富岳」成果創出加速プログラム「第２回「富岳」成果創出加速プログラム　研究交流会」（会場：オンライン）[16]
- 『スーパーコンピュータ「富岳」を支えるコンパイラの技術』2021年1月21日、サイエンティフィック・システム研究会「科学技術計算分科会 2020年度会合」（会場：オンライン）[20]
- 『ポスト京に向けたコンパイラの開発戦略』2018年10月25日、サイエンティフィック・システム研究会「科学技術計算分科会 2018年度会合」（会場：ANAクラウンプラザホテル神戸）[21]
- 『スーパーコンピュータ「京」を中核とするHPCIにおける富士通の取り組み』2016年12月16日、高度情報科学技術研究機構「第4回OpenFOAMワークショップ」（会場：秋葉原UDX）[22]
- 『「京」コンピュータにおける富士通の取り組みとOpenFOAMの評価』2015年10月15日、高度情報科学技術研究機構「第3回OpenFOAMワークショップ」（会場：秋葉原UDX）[23]
- 『PRIMEHPC FX100の技術について』2015年7月2日、日本航空宇宙学会「第47回流体力学講演会／ 第33回航空宇宙数値シミュレーション技術シンポジウム」（会場：東京大学駒場リサーチキャンパス）[24]
- 『PRIMEHPC FX10後継機における性能と評価』2014年10月29日、サイエンティフィック・システム研究会「科学技術計算分科会 2014年度会合」（会場：ホテルオークラ神戸）[25]
- 『オープンソースソフトウェアに対する富士通コンパイラの取り組み』2014年10月17日、高度情報科学技術研究機構「第2回OpenFOAMワークショップ」（会場：大手町ファーストスクエアカンファレンス）[26]
- 『富士通C++コンパイラの性能向上の取り組み』2013年9月27日、高度情報科学技術研究機構「OpenFOAMワークショップ」（会場：秋葉原UDX）[27]

### 論文

#### （推薦論文）
- 千葉修一, 青木正樹, 鎌塚俊, 松井雅人, 八代尚「省レジスタアーキテクチャ向けソフトウェアパイプライニングの評価」『情報処理学会論文誌』第61巻第2号、2020年2月、429-439頁、ISSN 1882-7764、NAID 170000181703。

## メディア出演

### テレビ番組
- THE TIME,（2024年7月12日。TBS）- 日本の医療AI「心臓病の予兆を見つけるAI」企画にて出演。
- NHKニュースおはよう日本（2024年9月2日。NHK）- 「デジタルで心臓再現 最前線の現場では」企画にて出演。
- NHK WORLD-JAPAN NEWS（2024年9月26日。NHK）- 「Seeing double: The heart of digital twins」企画にて出演。

### インターネットメディア
- TBS NEWS DIG（2024年8月2日。TBS・JNN NEWS DIG合同会社）- 「心臓病の「わずかな予兆」を見つけるAI」企画にて出演[28]。

## 著作

### 記事
- 千葉修一「スーパーコンピュータとのコミュニケーション」『RIST news』第61号、高度情報科学技術研究機構、2016年7月22日、14-26頁、ISSN 1343-8964。
- 「おめでとう船井ベストペーパー賞」『情報・システムソサイエティ誌』第24巻第4号、電子情報通信学会、2020年2月、8-9頁、doi:10.1587/ieiceissjournal.24.4_8、ISSN 2189-9797。
- “TOP 5 MEDICAL DEVICE COMPANIES IN JAPAN - 2023” (英語). MED TECH OUTLOOK APAC SPECIAL MEDICAL DEVICE EDTION (Medtech Outlook):  1,12-15. (2023-12-01). ISSN 2691-4093.
- 「注目企業 2024 本質が事業の核をつくる」『雑誌 経済界』、経済界、2024年3月22日、76-78頁。